# Tulipa julia
Tulipa julia är en liljeväxtart som beskrevs av Karl Heinrich Koch. Tulipa julia ingår i släktet tulpaner, och familjen liljeväxter. Inga underarter finns listade.